# شهرداری سارنیکاوا
شهرداری سارنیکاوا (به لاتین: Carnikava Municipality) یک شهرداری در کشور لتونی است. شهرداری سارنیکاوا ۶٬۲۶۱ نفر جمعیت دارد.